# Schloss Bloemersheim

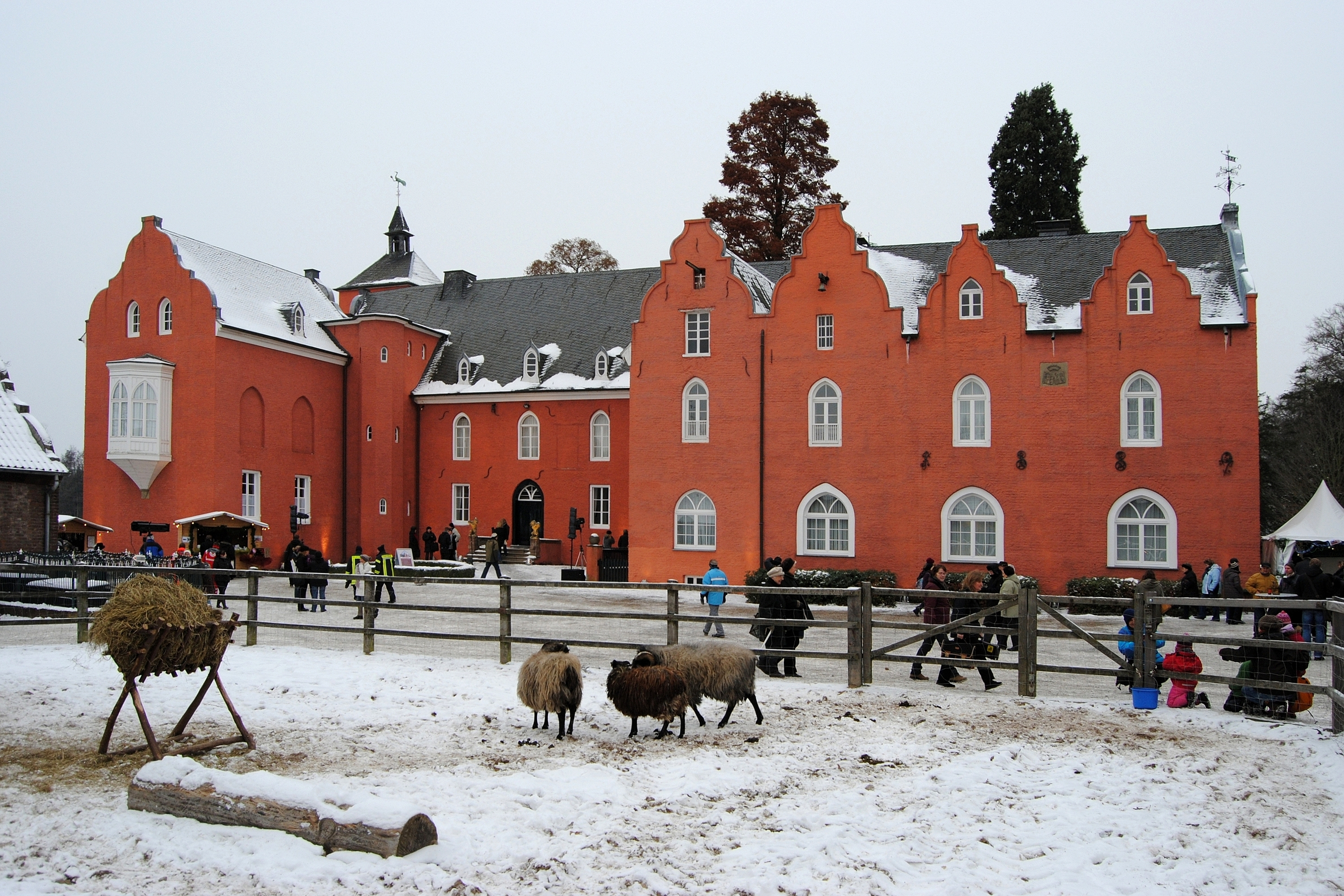
Schloss Bloemersheim, Innenhof mit Weihnachtsmarkt (Dezember 2010)

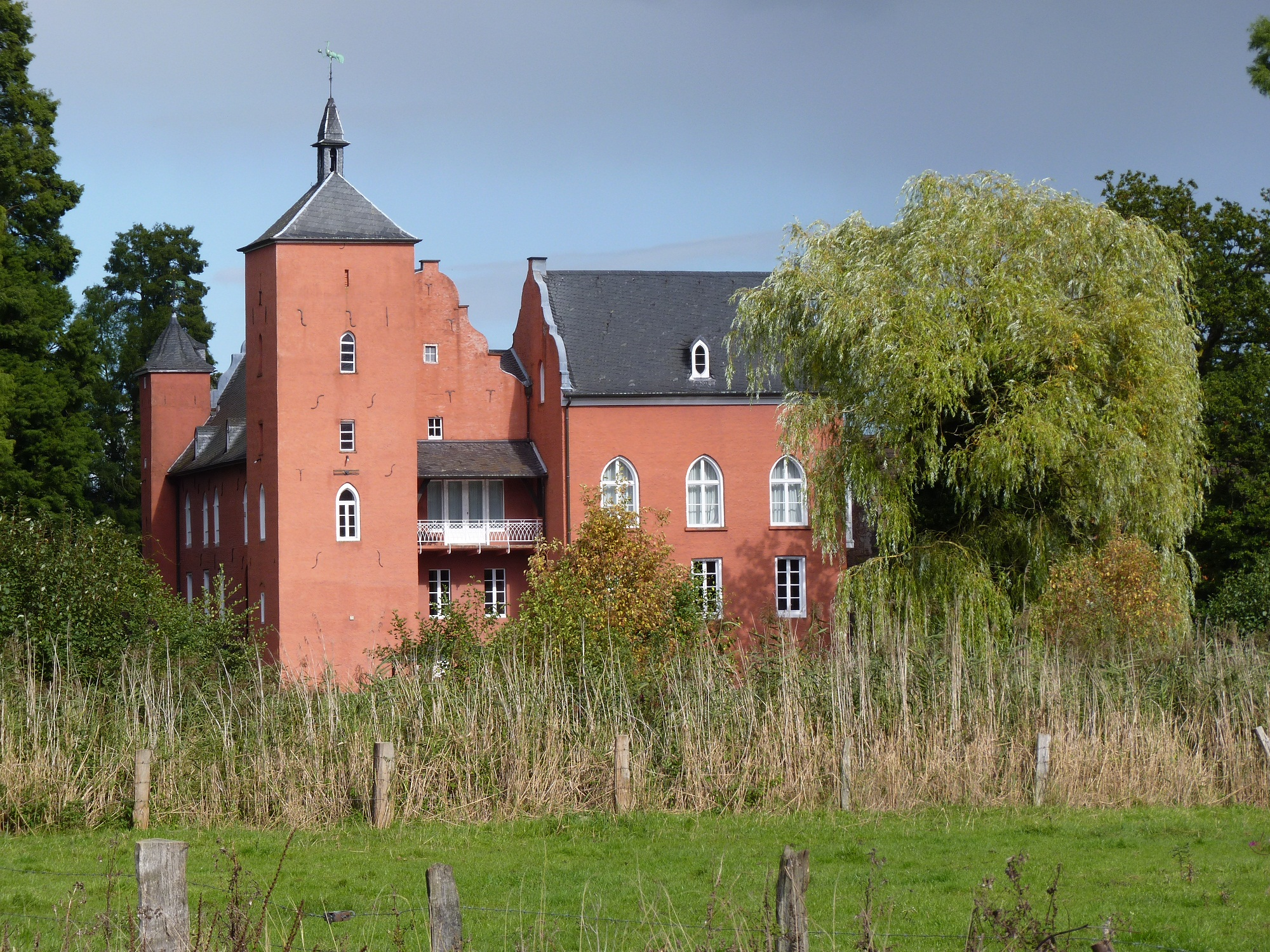
Südwestansicht des Schlosses (September 2010)

Schloss Bloemersheim (Aussprache mit Dehnungs-e) ist ein Wasserschloss bei Neukirchen-Vluyn, eine der eindrucksvollsten Anlagen im Kreis Wesel. In der Nähe liegt Schloss Leyenburg.
Die aus dem Spätmittelalter stammende Anlage erwarb 1802 Friedrich Heinrich von der Leyen, Seiden-Produzent aus Krefeld, von Friedrich August von Pelden (genannt Cloudt). Sie ist bis heute Stammsitz der Freiherren von der Leyen und Sitz einer Gutsverwaltung (mit wirtschaftlich bedeutendem Obstverkauf und Forstbetrieb).
Das Schloss (Schlosshof und Schlossgarten) ist nur im Rahmen seltener kultureller Veranstaltungen zugänglich, doch kann die rückwärtige Seite zum Schlossweiher hin von einem beliebten Radweg aus gut betrachtet werden.

## Geschichte
Urkundlich wurde ein Gut Blomertshof 1406 als Unterlehen von Haus Gastendonk erstmals angeführt. Eigentümer bis 1510 waren zu diesem Zeitpunkt die Herren von Baldrich. Mitglieder dieses Hauses waren Richter und Vögte im Gelderland, da das Burggelände teilweise zum Herzogtum Geldern gehörte. Um 1560 gelangt das Anwesen durch Heirat der Erbin aus der Familie von Baldrich an die Herren von Hoennepel genannt von der Impel und verblieb für über 150 Jahre in Besitz dieser Familie. 1667 wurde die Burganlage dem damaligen Droste der Grafschaft Moers, Freiherr von Pelden, genannt Cloudt, als Lehen übertragen, da er die Erbtochter aus der Familie von der Impel geheiratet hatte. Hauptsitz der Familie von Pelden waren Schloss Lauersfort und das Haus Impel in Moers. Bloemersheim wurde überwiegend als Jagdschloss benutzt.
Wann die erste ursprüngliche Wasserburg mit Vorgebäude und nachfolgender Hauptburg, die ursprünglich nur über 2 Zugbrücken zugänglich war, entstand, ist nicht genau bekannt. Mitten durch das Burggelände und der Küche im Hauptgebäude verlief die Grenze vom Herzogtum Geldern und der Grafschaft Moers. Erst unter den Preußen 1724 wurde die Grenze so geändert, dass das ganze Gelände danach zum Fürstentum Moers gehörte.
Die Burg war auch eine Fluchtburg, in die sich in Kriegszeiten in der näheren Umgebung lebende Bauern flüchteten. Sie wurde häufiger angegriffen und schwer beschädigt. Bereits der erste Cloudt musste beispielsweise die zerstörte Vorburg neu errichten lassen. Bei dieser Bauphase wurden die Wassergräben zwischen Vor- und Hauptburg verfüllt und eingeebnet. Zur Familie gehörte auch Reinhard von Pelden genannt Cloudt (1702–1770), Regierungspräsident des Fürstentums Moers. Gegen Ende des 18. Jahrhunderts um 1790 wurde die Burg von den Franzosen ausgeplündert und verwüstet. Die verarmten letzten Erben aus der Familie Cloudt konnten das Anwesen weder renovieren noch unterhalten und es verfiel.

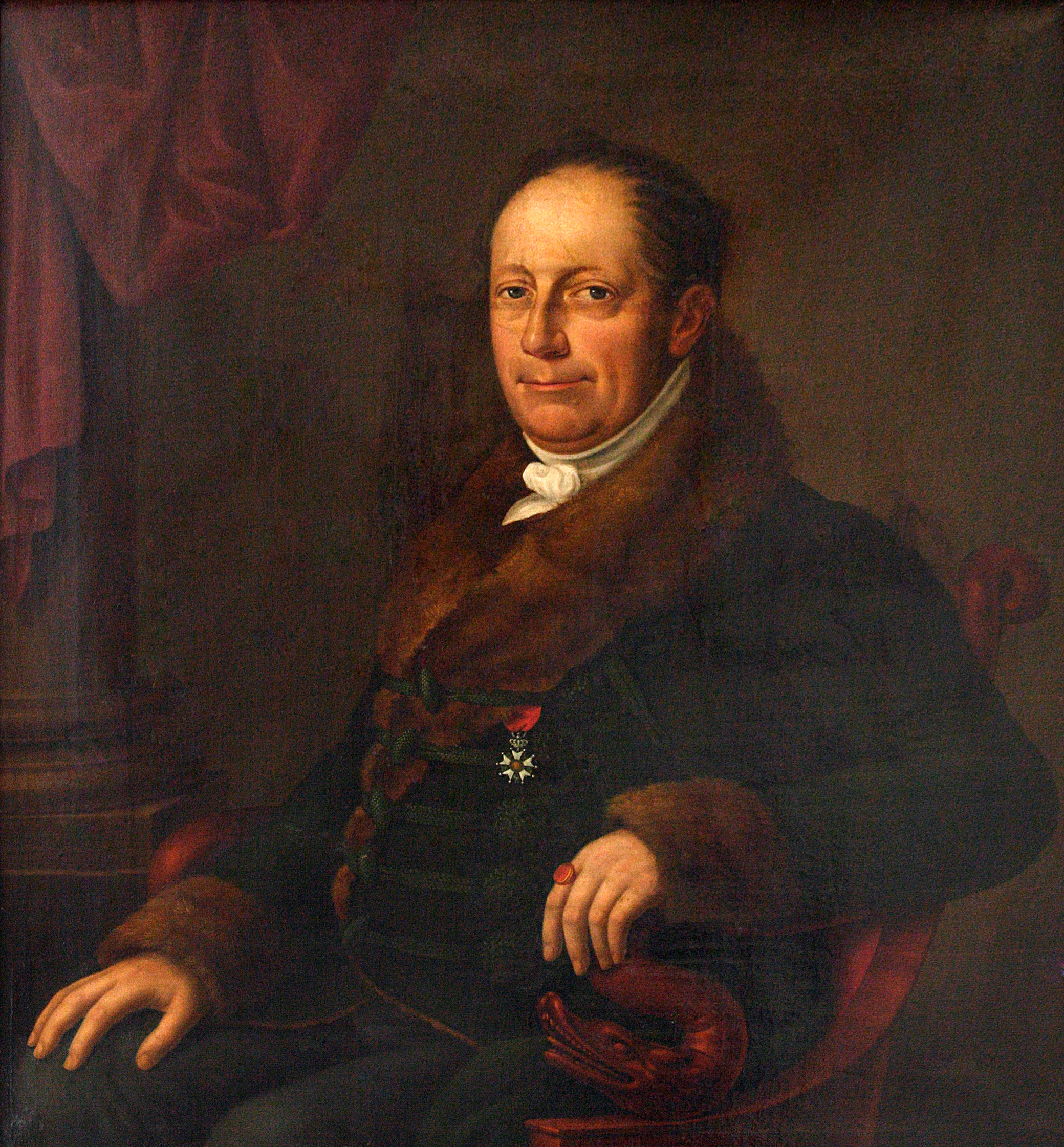
Friedrich Heinrich Freiherr von der Leyen (1769–1825), der Seidenbaron

1802 verkauften die Cloudts das gesamte Anwesen für 17.000 Taler an den Seidenbaron und Krefelder Bürgermeister Friedrich Heinrich von der Leyen. Er wurde 1816 zum preußischen Freiherrn von der Leyen zu Bloemersheim erhoben. Die Familie baute Burg und zugehörigen Park zu der aktuellen Schlossanlage aus. Als Besitzer des Rittergutes war die Familie 1837 Gründungsmitglied der Rheinischen Ritterschaft. 1992 wurde der Landwirtschafts- und Obstbaubetrieb Schloss Dyck/Nikolauskloster hinzugepachtet. Heute werden die landwirtschaftlichen Betriebe durch Friedrich Freiherr von der Leyen zu Bloemersheim verwaltet.